# Чемпионат Западного берега по футболу
Премьер-лига Западного берега - один из двух, существующих параллельно, высших дивизионов Палестинского футбола. Альтернативный турнир называется Премьер-лига сектора Газа. Палестинские клубы ведут свою историю с начала 1930-х годов, но большинство команд были расформированы из-за политических потрясений и сокращения площади страны. Чемпионат приостановлен с 7 октября 2023 года из-за вторжения ХАМАС в Израиль.

## Участники сезона 2011-12 (Вест-банк Премьер-лига)
| Клуб                   | Тренер           | Город              | Капитан     | Сезон 2010-2011 | Примечания                               |
| ---------------------- | ---------------- | ------------------ | ----------- | --------------- | ---------------------------------------- |
| Аль-Бирех Инститьют    |                  | Аль-Бирех, Рамалла |             |                 |                                          |
| Хиляль Аль-Кудс        | Jamal Mahmoud    | Иерусалим          | Fadi Lafi   | 2               | Суперкубок 2011/12, Кубок Палестины 2011 |
| Джабаль аль-Мукабер    | Ayoub Jabar      | Скопус, Иерусалим  | Ra'fit Eyad | 7               |                                          |
| Мерказ Балата          |                  | Наблус             |             | 4               |                                          |
| Мерказ Шабаб Аль-Амари |                  | Рамалла            |             | Чемпион         | Кубок Президента АФК 2012                |
| Мерказ Тулькарм        |                  | Тулькарм           |             | 10              |                                          |
| Шабаб Аль-Халиль       | Samer Eissa      | Хеврон             | Fahed Attal | 6               |                                          |
| Шабаб Аль-Дахирия      |                  | Аль-Дахирия        |             | 3               |                                          |
| Такафи Тулькарм        | Miha             | Тулькарм           | Osama Sabah | 9               |                                          |
| Тараджи Вади Аль-Нес   | Firas Abu Radwan | Wadi Al-Nes        |             | 5               |                                          |